# アンドリュー・ナバウト
アンドリュー・ナバウト（英語: Andrew Nabbout、1992年12月17日 - ）は、オーストラリア・メルボルン出身のサッカー選手。Aリーグ・メルボルン・シティ所属。オーストラリア代表。ポジションはフォワード。レバノンにルーツを持つ。

## 経歴

### クラブ
2012年10月に地元クラブのメルボルン・ビクトリーでプロデビューを飾り、2015年12月にマレーシアのヌグリ・スンビランへ移籍し、14試合で9ゴールと好成績を残した。
2016年7月19日、再びオーストラリアに戻りニューカッスル・ジェッツと2年契約を結び、ナバウトはチーム最多の8得点を挙げるも、チームは最下位に沈んだ。
2017-18シーズンは、トップ下を務めるディミトリ・ペトラトスと2人で19得点15アシストと好調であり、チームは最下位の前年から躍進し、7節以降は2位をキープしていた。3月2日にはシドニー・モーニング・ヘラルドによってJリーグの浦和レッズが獲得に興味を持っていると報じられていた。移籍が報じられた時点での10得点7アシストはオーストラリア人選手トップの成績であった。
2018年3月5日に既報通り浦和に完全移籍し、4月1日の第5節ジュビロ磐田戦の後半25分に武富孝介との交代で移籍後初出場を果たした。
5月2日、第12節川崎フロンターレ戦の後半25分、最終ラインの裏に抜け出した場面で、川崎GKチョン・ソンリョンと接触し右肩を脱臼。このプレーで、チョン・ソンリョンは決定的な得点機会の阻止により主審より退場処分を受けている。この試合は浦和が2-0で勝利した。脱臼はFIFAワールドカップ中断期間中に完治したが、オーストラリア代表の一員として参加したデンマーク戦で再発、再離脱を余儀なくされた。10月7日のベガルタ仙台戦で5ヶ月ぶりに復帰を果たした。
2019年7月、古巣のメルボルン・ビクトリーへの移籍が発表された。

### 代表
2018年3月14日にベルト・ファン・マルワイクによってオーストラリア代表に初選出 され、ノルウェー代表との一戦で代表初キャップを刻んだ。
2018 FIFAワールドカップではグループリーグ2試合に出場した。

## エピソード
前述の、浦和への移籍報道が出た翌日に行われたシドニーFCとの首位攻防戦の後半11分に決勝ゴールを決め、その後交代でピッチから出る際にスタンドでスタンディングオベーションが起き、思わず涙したと語っている。

## 所属クラブ
ユース経歴
- 2004年 - 2007年 ブランスウィック・シティSC（英語版）
- 2007年 - 2009年 グリーン・ガリーSC（英語版）
- 2009年 - 2011年 サンシャイン・ジョージ・クロスFC（英語版）
- 2012年 - 2013年 メルボルン・ビクトリーFC

プロ経歴
- 2010年 - 2011年 サンシャイン・ジョージ・クロスFC
- 2011年 - 2012年 ハイデルバーグ・ユナイテッドFC（英語版）
- 2012年 モアランド・ゼブラスFC（英語版）
- 2012年 - 2015年 メルボルン・ビクトリーFC
- 2016年 ヌグリ・スンビランFA
- 2016年 - 2018年3月 ニューカッスル・ユナイテッド・ジェッツFC
- 2018年3月 - 2019年7月 浦和レッドダイヤモンズ
- 2019年7月 - 2020年9月 メルボルン・ビクトリーFC
- 2020年9月 パース・グローリーFC
- 2020年9月 - メルボルン・シティFC

## 個人成績
| 国内大会個人成績 | 国内大会個人成績   | 国内大会個人成績 | 国内大会個人成績 | 国内大会個人成績 | 国内大会個人成績 | 国内大会個人成績     | 国内大会個人成績     | 国内大会個人成績 | 国内大会個人成績 | 国内大会個人成績 | 国内大会個人成績 |
| 年度             | クラブ             | 背番号           | リーグ           | リーグ戦         | リーグ戦         | リーグ杯             | リーグ杯             | オープン杯       | オープン杯       | 期間通算         | 期間通算         |
| 年度             | クラブ             | 背番号           | リーグ           | 出場             | 得点             | 出場                 | 得点                 | 出場             | 得点             | 出場             | 得点             |
| オーストラリア   | オーストラリア     | オーストラリア   | オーストラリア   | リーグ戦         | リーグ戦         | リーグ杯             | リーグ杯             | FFA杯            | FFA杯            | 期間通算         | 期間通算         |
| ---------------- | ------------------ | ---------------- | ---------------- | ---------------- | ---------------- | -------------------- | -------------------- | ---------------- | ---------------- | ---------------- | ---------------- |
| 2010-11          | サンシャイン・GC   |                  |                  | 14               | 0                | -                    | -                    |                  |                  | 14               | 0                |
| 2011-12          | ハイデルバーグ・U  |                  |                  | 32               | 3                | -                    | -                    |                  |                  | 32               | 3                |
| 2012-13          | モアランド・Z      |                  |                  | 9                | 0                | -                    | -                    |                  |                  | 9                | 0                |
| 2012-13          | メルボルン・V      | 26               | Aリーグ          | 21               | 4                | -                    | -                    | -                | -                | 21               | 4                |
| 2013-14          | メルボルン・V      | 13               | Aリーグ          | 14               | 1                | -                    | -                    | -                | -                | 14               | 1                |
| 2014-15          | メルボルン・V      | 13               | Aリーグ          | 5                | 0                | -                    | -                    | 1                | 0                | 6                | 0                |
| マレーシア       | マレーシア         | マレーシア       | マレーシア       | リーグ戦         | リーグ戦         | マレーシア杯         | マレーシア杯         | FA杯             | FA杯             | 期間通算         | 期間通算         |
| 2016             | ヌグリ・スンビラン | 7                | プレミア         | 12               | 8                | -                    | -                    | 2                | 1                | 14               | 9                |
| オーストラリア   | オーストラリア     | オーストラリア   | オーストラリア   | リーグ戦         | リーグ戦         | リーグ杯             | リーグ杯             | FFA杯            | FFA杯            | 期間通算         | 期間通算         |
| 2016-17          | ニューカッスル・J  | 15               | Aリーグ          | 24               | 8                | -                    | -                    | 1                | 0                | 25               | 8                |
| 2017-18          | ニューカッスル・J  | 15               | Aリーグ          | 22               | 10               | -                    | -                    | 1                | 0                | 23               | 10               |
| 日本             | 日本               | 日本             | 日本             | リーグ戦         | リーグ戦         | リーグ杯             | リーグ杯             | 天皇杯           | 天皇杯           | 期間通算         | 期間通算         |
| 2018             | 浦和               | 19               | J1               | 12               | 0                | 2                    | 0                    | 1                | 0                | 15               | 0                |
| 2019             | 浦和               | 19               | J1               | 8                | 1                | 0                    | 0                    | 1                | 0                | 9                | 1                |
| オーストラリア   | オーストラリア     | オーストラリア   | オーストラリア   | リーグ戦         | リーグ戦         | リーグ杯             | リーグ杯             | FFA杯            | FFA杯            | 期間通算         | 期間通算         |
| 2019-20          | メルボルン・V      | 9                | Aリーグ          |                  |                  | -                    | -                    |                  |                  |                  |                  |
| 通算             | オーストラリア     | オーストラリア   | Aリーグ          | 86               | 23               | -                    | -                    | 3                | 0                | 89               | 23               |
| 通算             | オーストラリア     | オーストラリア   | 他               | 55               | 3                | -\|\|\|\|\|\|55\|\|3 | -\|\|\|\|\|\|55\|\|3 |                  |                  |                  |                  |
| 通算             | マレーシア         | マレーシア       | プレミア         | 12               | 8                | -                    | -                    | 2                | 1                | 14               | 9                |
| 通算             | 日本               | 日本             | J1               | 20               | 1                | 2                    | 0                    | 2                | 0                | 24               | 1                |
| 総通算           | 総通算             | 総通算           | 総通算           | 173              | 35               | 2                    | 0                    | 7                | 1                | 182              | 36               |

その他の公式戦
- 2019年
  - スーパーカップ 1試合0得点

| 国際大会個人成績 | 国際大会個人成績 | 国際大会個人成績 | 国際大会個人成績 | 国際大会個人成績 |
| 年度             | クラブ           | 背番号           | 出場             | 得点             |
| AFC              | AFC              | AFC              | ACL              | ACL              |
| ---------------- | ---------------- | ---------------- | ---------------- | ---------------- |
| 2014             | メルボルン・V    | 13               | 5                | 0                |
| 2019             | 浦和             | 19               | 4                | 0                |
| 通算             | AFC              | AFC              | 9                | 0                |

- Jリーグ初出場 - 2018年4月1日 J1第5節 ジュビロ磐田戦（エコパスタジアム）

## 代表歴
- オーストラリア代表
  - 2018年 -

### 出場大会
- オーストラリア代表
  - 2018 FIFAワールドカップ（2018年）
  - AFCアジアカップ2019（2019年）

### 試合数
- 国際Aマッチ 10試合 2得点（2018年-2021年）[13]

| オーストラリア代表 | 国際Aマッチ | 国際Aマッチ |
| 年                 | 出場        | 得点        |
| ------------------ | ----------- | ----------- |
| 2018               | 8           | 2           |
| 2019               | 1           | 0           |
| 2020               | 0           | 0           |
| 2021               | 1           | 0           |
| 通算               | 10          | 2           |

## タイトル
メルボルン・ビクトリーFC
- Aリーグ：1回（2014-15）
- Aリーグ ファイナルズ：1回（2015）
- FFAカップ：1回（2015）

浦和レッドダイヤモンズ
- 天皇杯全日本サッカー選手権大会：1回（2018）

個人
- Aリーグ年間最優秀ゴール：1回（2017-18）
- PFAAリーグベストイレブン：1回（2017-18）